# Бариша Крекић
Бариша Крекић (Дубровник, 14. октобар 1928 — Лос Анђелес, 12. јануар 2021) био је југословенски историчар, професор емеритус Универзитета Калифорније, медијевист и један од најбољих познавалаца историје средњовековног Дубровника. Поред научног рада у САД, Крекић је такође дужи низ година радио у Византолошком институту САНУ у Београду.

## Биографија
Бариша је рођен 1928. године, 14. октобра у Дубровнику, тадашњој Краљевини Срба, Хрвата и Словенаца. Основно и средњошколско знање стекао је у родном граду, завршивши класичну гимназију. Kрекић је основне, магистарске и докторске студије историје завршио при Филозофском факултету у Београду, где је докторирао под менторством Јорја Тадића са темом „Дубровник и Левант 1280–1460”. Своју стручну карију, под надзором Георгија Острогорског започео је радом у Византолошком институту САНУ. Од 1956. до 1970. радио је на Филозофском факултету у Новом Саду. У Паризу је боравио као ради истраживања од 1957. до 1958. године, учећи од Фернана Бродела и византолога Пола Лемерла. Од 1970. до пензије 1994. Крекић је био пуноправни професор на Универзитету Калифорније у Лос Анђелесу. Био је директор Центра за руске и источноевропске студије на UCLA-а. При пензионисању, стекао је звање професора емеритуса. Током своје дугогодишње каријере, Бариша Крекић сарадњивао је са многим престижним историчарима и научним институцијама. Био је ожењен Ружицом Поповић Крекић (1940 - 2011), српским историчарем књижевности.